# اللغة البرجية
البرجية، بفتح الراء أو كسرها (برج بھاشا)، هي لغة من اللغات الهندية الغربية يتكلم بها قرابة خمسين ألف نسمة في الهند.